# Atletica leggera ai Giochi della XV Olimpiade - Lancio del martello

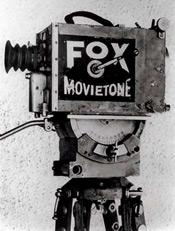
Video della Finale

La competizione del lancio del martello di atletica leggera ai Giochi della XV Olimpiade si è disputata il giorno 24 luglio 1952 allo Stadio olimpico di Helsinki.

## L'eccellenza mondiale
| Campione olimpico 1948 | 56,07      | Imre Németh     | Presente |
| Campione europeo 1950  | 55,71      | Sverre Strandli | Presente |
| Primatista mondiale    | 59,88 1950 | Imre Németh     | Presente |
| Primatista stagionale  | 58,91      | Karl Wolf       | Presente |

## Risultati

### Turno eliminatorio
Qualificazione: 49,00 m.
Ben 25 atleti raggiungono la misura richiesta.

La miglior prestazione appartiene al ventenne József Csermák, che alla sua prima esperienza internazionale batte il record olimpico con un lancio a 57,20.
Gruppo A
| Pos. | Atleta             | Nazione          | Misura | Lanci | Lanci | Lanci |
| Pos. | Atleta             | Nazione          | Misura | 1°    | 2°    | 3°    |
| ---- | ------------------ | ---------------- | ------ | ----- | ----- | ----- |
| 1    | József Csermák     | Ungheria         | 57,20  | 57,20 |       |       |
| 2    | Ivan Gubijan       | Jugoslavia       | 54,76  | 54,76 |       |       |
| 3    | Heorhiy Dybenko    | Unione Sovietica | 53,70  | n     | 53,70 |       |
| 4    | Jiří Dadák         | Cecoslovacchia   | 53,66  | 53,66 |       |       |
| 5    | Oiva Halmetoja     | Finlandia        | 52,55  | 52,55 |       |       |
| 6    | Constantin Dumitru | Romania          | 50,92  | 50,92 |       |       |
| 7    | Samuel Felton      | Stati Uniti      | 50,89  | 50,89 |       |       |
| 8    | Poul Cederquist    | Danimarca        | 50,77  | 50,77 |       |       |
| 9    | Duncan Clark       | Gran Bretagna    | 50,69  | 50,69 |       |       |
| 10   | Peter Allday       | Gran Bretagna    | 50,59  | n     | 50,59 |       |
| 11   | Martin Engel       | Stati Uniti      | 50,00  | n     | 50,00 |       |
| 12   | Rudolf Galin       | Jugoslavia       | 49,98  | 49,98 |       |       |
| 13   | Robert Backus      | Stati Uniti      | 49,39  | 49,39 |       |       |
| 14   | Henri Haest        | Belgio           | 49,08  | 49,08 |       |       |
| 15   | Fazal Hussain      | Pakistan         | 48,36  | 48,36 | 48,36 | 48,25 |
| 16   | Ewan Douglas       | Gran Bretagna    | 48,25  | n     | n     | 48,25 |
| -    | Jaime Annexy       | Porto Rico       | NM     | n     | n     | n     |

Gruppo B
| Pos. | Atleta             | Nazione          | Misura | Lanci | Lanci | Lanci |
| Pos. | Atleta             | Nazione          | Misura | 1°    | 2°    | 3°    |
| ---- | ------------------ | ---------------- | ------ | ----- | ----- | ----- |
| 1    | Karl Storch        | Germania         | 55,35  | n     | 55,35 |       |
| 2    | Sverre Strandli    | Norvegia         | 54,96  | 54,96 |       |       |
| 3    | Karl Wolf          | Germania         | 53,86  | 53,86 |       |       |
| 4    | Teseo Taddia       | Italia           | 53,85  | 53,85 |       |       |
| 5    | Miloš Máca         | Cecoslovacchia   | 53,72  | 53,72 |       |       |
| 6    | Imre Németh        | Ungheria         | 53,59  | 53,59 |       |       |
| 7    | Mykola Redkin      | Unione Sovietica | 53,58  | n     | 53,58 |       |
| 8    | Michail Krivonosov | Unione Sovietica | 51,15  | n     | 51,15 |       |
| 9    | Reino Kuivamäki    | Finlandia        | 50,58  | 47,96 | 45,91 | 50,58 |
| 10   | Pierre Legrain     | Francia          | 49,75  | 49,75 |       |       |
| 11   | Lauri Tamminen     | Finlandia        | 49,05  | n     | 47,74 | 49,05 |
| 12   | Avio Lucioli       | Italia           | 48,74  | 48,74 | 48,51 | n     |
| 13   | Roger Veeser       | Svizzera         | 48,60  | 47,72 | 48,60 | n     |
| 14   | André Osterberger  | Francia          | 47,87  | n     | n     | 47,87 |
| 15   | Muhammad Iqbal     | Pakistan         | 47,45  | n     | 47,45 | n     |
| 16   | Arturo Melcher     | Cile             | 45,55  | n     | 41,67 | 45,55 |

### Finale
József Csermák si presenta con un lancio a 58,45, altro record olimpico. Al terzo turno il ragazzo scaglia l'attrezzo oltre la fettuccia dei 60 metri, divenendo il primo uomo al mondo a superare la distanza. Questo exploit gli vale la medaglia d'oro.
Csermák, con i suoi 20 anni e 161 giorni, è il più giovane vincitore del martello alle Olimpiadi.

Dai ragazzi agli uomini adulti: Karl Storch conquista la medaglia d'argento un mese prima del suo 39º compleanno.
| Pos.    | Atleta             | Età | Nazione          | Misura | Lanci | Lanci | Lanci | Lanci | Lanci | Lanci |
| Pos.    | Atleta             | Età | Nazione          | Misura | 1°    | 2°    | 3°    | 4°    | 5°    | 6°    |
| ------- | ------------------ | --- | ---------------- | ------ | ----- | ----- | ----- | ----- | ----- | ----- |
| Oro     | József Csermák     | 20  | Ungheria         | 60,34  | 58,45 | 57,28 | 60,34 | 49,68 | n     | n     |
| Argento | Karl Storch        | 38  | Germania         | 58,86  | n     | 56,45 | 58,18 | 58,86 | 57,80 | 58,34 |
| Bronzo  | Imre Németh        | 34  | Ungheria         | 57,74  | 54,92 | 55,05 | 56,82 | 54,95 | 57,74 | 56,30 |
| 4       | Jiří Dadák         | 26  | Cecoslovacchia   | 56,81  | 54,00 | 56,81 | n     | 51,72 | 55,61 | 54,04 |
| 5       | Mykola Redkin      | 24  | Unione Sovietica | 56,55  | 53,08 | 56,55 | 52,30 | 53,55 | n     | 54,16 |
| 6       | Karl Wolf          | 40  | Germania         | 56,49  | 56,49 | 54,98 | 53,79 | 53,60 | n     | 56,41 |
| 7       | Sverre Strandli    | 26  | Norvegia         | 56,36  | 56,36 | 53,77 | 55,07 |       |       |       |
| 8       | Heorhiy Dybenko    |     | Unione Sovietica | 55,03  | 55,03 | n     | 53,68 |       |       |       |
| 9       | Ivan Gubijan       | 29  | Jugoslavia       | 54,54  | 53,53 | 53,82 | 54,54 |       |       |       |
| 10      | Teseo Taddia       | 32  | Italia           | 54,27  | n     | n     | 54,27 |       |       |       |
| 11      | Samuel Felton      | 26  | Stati Uniti      | 53,32  | 53,10 | n     | 53,32 |       |       |       |
| 12      | Constantin Dumitru | 27  | Romania          | 52,77  | 52,77 | n     | 50,62 |       |       |       |
| 13      | Robert Backus      | 26  | Stati Uniti      | 52,11  | n     | 52,11 | n     |       |       |       |
| 14      | Reino Kuivamäki    | 34  | Finlandia        | 51,85  | 51,85 | n     | 51,59 |       |       |       |
| 15      | Miloš Máca         | 25  | Cecoslovacchia   | 51,78  | 51,78 | 46,89 | 48,99 |       |       |       |
| 16      | Poul Cederquist    | 36  | Danimarca        | 51,60  | n     | 46,58 | 51,60 |       |       |       |
| 17      | Rudolf Galin       | 24  | Jugoslavia       | 51,37  | 51,37 | n     | 50,21 |       |       |       |
| 18      | Duncan Clark       | 37  | Gran Bretagna    | 51,07  | 51,07 | n     | 48,95 |       |       |       |
| 19      | Oiva Halmetoja     | 32  | Finlandia        | 50,82  | 50,75 | 50,82 | n     |       |       |       |
| 20      | Lauri Tamminen     | 32  | Finlandia        | 50,05  | n     | n     | 50,05 |       |       |       |
| 21      | Peter Allday       | 25  | Gran Bretagna    | 49,70  | 44,20 | 49,70 | n     |       |       |       |
| 22      | Henri Haest        | 25  | Belgio           | 48,78  | n     | 48,78 | 48,50 |       |       |       |
| 23      | Pierre Legrain     | 32  | Francia          | 46,38  | 44,83 | n     | 46,38 |       |       |       |
| -       | Martin Engel       | 20  | Stati Uniti      | NM     | n     | n     | n     |       |       |       |
| -       | Michail Krivonosov | 23  | Unione Sovietica | NM     | n     | n     | n     |       |       |       |